# Eva (canção de Umberto Tozzi)
"Eva" é uma canção de Umberto Tozzi, lançada em seu álbum homônimo, em 1982. Foram compostas versões dessa canção em várias línguas, inclusive em português. Foi lançada como um duplo lado A com "Mama", e o sucesso de ambas as canções confirmou a popularidade inicial do cantor na Itália.

## Tema
A letra da canção mistura ficção científica pós-apocalíptica com inspiração na Bíblia e é narrada por um homem. O narrador explica que chegará um dia em que a "loucura humana" destruirá a Humanidade. Ele e sua amada, porém, se salvarão, embarcando em uma "última astronave", como uma "arca de Noé" própria. O casal, então, seria um novo Adão e Eva, viajando pelo espaço.

## Versões
A canção foi bastante popular no exterior. 

#### Versão Rádio Táxi (1983)
No Brasil, a banda Rádio Táxi gravou uma versão em português em 1983, que chegou a ser a primeira canção nas paradas de sucesso de São Paulo, além de fazer grande sucesso nacionalmente. 

#### Versão Banda Eva (1997)
A Banda Eva, ainda com os vocais de Ivete Sangalo, gravou uma versão em 1997, incluída no álbum "Banda Eva Ao Vivo" lançado pela Polygram. Essa versão que se tornou um hino do grupo e da carreira de Ivete.
Em 2020, a canção foi relançada pela banda Fresno em parceira com a banda Far From Alaska, em uma versão mais moderna, unindo rock e música eletrônica, a arte do single faz alusão ao anime Neon Genesis Evangelion.

## Presença em Transas e Caretas Internacional (1984)
A versão de Umberto Tozzi foi incluída na trilha sonora internacional da novela "Transas e Caretas", exibida em 1984 pela TV Globo. Na trama de Lauro César Muniz e Daniel Más a canção foi tema do personagem "Thiago", interpretado por José Wilker.